# Gia đình quý giá
Gia đình quý giá (tiếng tiếng Hàn: 부모님 전상서; Romaja: Bumonim Jeonsangseo; tiếng Anh: Precious Family, Letters to My Parent) là một bộ phim truyền hình Hàn Quốc với sự tham gia của Kim Hee-ae, Heo Joon-ho, Song Jae-ho, Kim Hae-sook, Jang Hyun-sung, Lee Dong-wook và Lee Yoo-ri. Phim được phát sóng trên đài KBS2 từ ngày 16 tháng 10 năm 2004 đến ngày 5 tháng 7 năm 2005 vào thứ bảy và chủ nhật lúc 19:55 với thời lượng 68 tập.
Bộ phim đã nêu bật tầm quan trọng của gia đình và hôn nhân thông qua hình tượng chân thực của một người phụ nữ trải qua nhiều thử thách trong cuộc sống bao gồm cả ngoại tình, rắc rối với luật pháp và khó khăn trong việc nuôi dạy một đứa con trai mắc chứng tự kỷ, bộ phim đã nhận được mức rating cao và sự công nhận từ giới phê bình.

## Nội dung
Trách nhiệm đè nặng lên những bậc cha mẹ có con cái mắc bệnh tâm thần đôi khi thật khó khăn. Đối với Chang-soo (Heo Joon-ho), cha của một cô con gái nhỏ và một đứa con trai mắc chứng tự kỷ (Yoo Seung-ho), áp lực là quá lớn. Cuối cùng anh đã lừa dối vợ Sung-shil (Kim Hee-ae) để ngoại tình với một người phụ nữ khác, và kết quả 2 người đã ly hôn. Mặc dù cảm nhận được những tiêu chuẩn kép của xã hội khi quy hết trách nhiệm chăm sóc con cái lên vai người mẹ, Sung-shil vẫn quyết định tìm kiếm một công việc mới.
Trong khi đó, nỗi cay đắng của ly hôn đã khiến Chang-soo nhanh chóng nhận ra sự quý giá của gia đình và tình yêu của anh dành cho hai đứa con của mình. Tràn đầy hối tiếc và mong muốn được chuộc lỗi, Chang-soo tiếp cận Sung-shil với hy vọng khơi dậy lại tình yêu giữa họ. Ngay lúc đó, Chang-soo phải đối mặt với một cuộc khủng hoảng khác trong đời khi công ty của anh sắp phá sản. Quyết định bây giờ thuộc về Sung-shil, cô phải lựa chọn liệu có nên quay lưng lại với người đàn ông đã từng đâm vào tim cô hay dang rộng vòng tay tha thứ cho anh ta?

## Diễn viên
- Song Jae-ho vai Ahn Jae-hyo
- Kim Hae-sook vai Kim Ok-hwa
- Kim Hee-ae vai Ahn Sung-shil
- Jang Hyun-hát vai Ahn Ji-hwan
- Lee Dong-wook vai Ahn Jung-hwan
- Lee Yoo-ri vai Ahn Sung-mi
- Kim Bo-yeon vai Ahn Geum-joo
- Heo Joon-ho vai Park Chang-soo
- Park Ji-mi vai Park Soo-a h
- Yoo Seung-ho vai Park Joon-yi
- Lee Chan vai phụ của Jung-hwan
- Jung Joon vai Lee Hyung-pyo
- Song Seon-mi vai Song Ah-ri [4]
- Lee Min-young vai Woo Mi-yeon
- Kim Yong-gun vai cha của Mi-yeon, tài xế taxi
- Kim Dong-joo là mẹ của Mi-yeon, điều hành một nhà hàng
- Bang Eun-hee vai Myung-sook
- Jung Wook là cha của Ah-ri
- Na Moon-hee
- Choi Si-won